# Гендерцид
Гендерцид (англ. Gendercide) — систематическое гендерно мотивированное убийство. Термин был впервые использован Мэри Энн Уоррен в книге «Гендерцид: последствия выбора пола» в 1985 году. Гендерцид может приобретать форму аборта, когда в зависимости от пола эмбриона совершается его целенаправленное умерщвление. Гендерцид главным образом распространён в странах третьего мира. Его жертвами стали уже несколько миллионов девочек.
Чаще всего такой феномен объясняется социально-экономическими причинами и является глобальной социальной проблемой, имеющей серьёзные последствия для здоровья населения, экономики и развития стран. Данный феномен ярко выражен в Южной и Восточной Азии, особенно в самых густонаселённых странах мира — Китай и Индия. По данным журнала The Economist, в результате селективного проведения абортов на эмбрионах женского пола в сочетании с женским инфантицидом «исчезло по меньшей мере 100 миллионов девочек — и их число растёт».

## Происхождение термина
Впервые термин гендерцид был использован американской феминисткой Мэри Энн Уоррен в её книге «Гендерцид: последствия выбора пола». Уоррен провела «аналогию между концепцией геноцида» и тем, что она назвала «гендерцидом». Ссылаясь на определение геноцида в Оксфордском словаре английского языка — «преднамеренное истребление расы людей», Уоррен писала:
По аналогии, гендерцид будет преднамеренным истреблением лиц определённого пола. Другие термины, такие как «геноцид» и «фемицид», используются для обозначения неправомерного убийства девушек и женщин. Но «гендерцид» — термин, носящий нейтральный в гендерном отношении характер, жертвами которого могут быть как мужчины, так и женщины. Существует необходимость в таком термине, нейтральном по отношению к полу, так как убийство по половому признаку также недопустимо, когда жертвой является мужчина. Этот термин обращает внимание на то, что гендерные роли нередко приводят к смертельному исходу.

## Фемицид

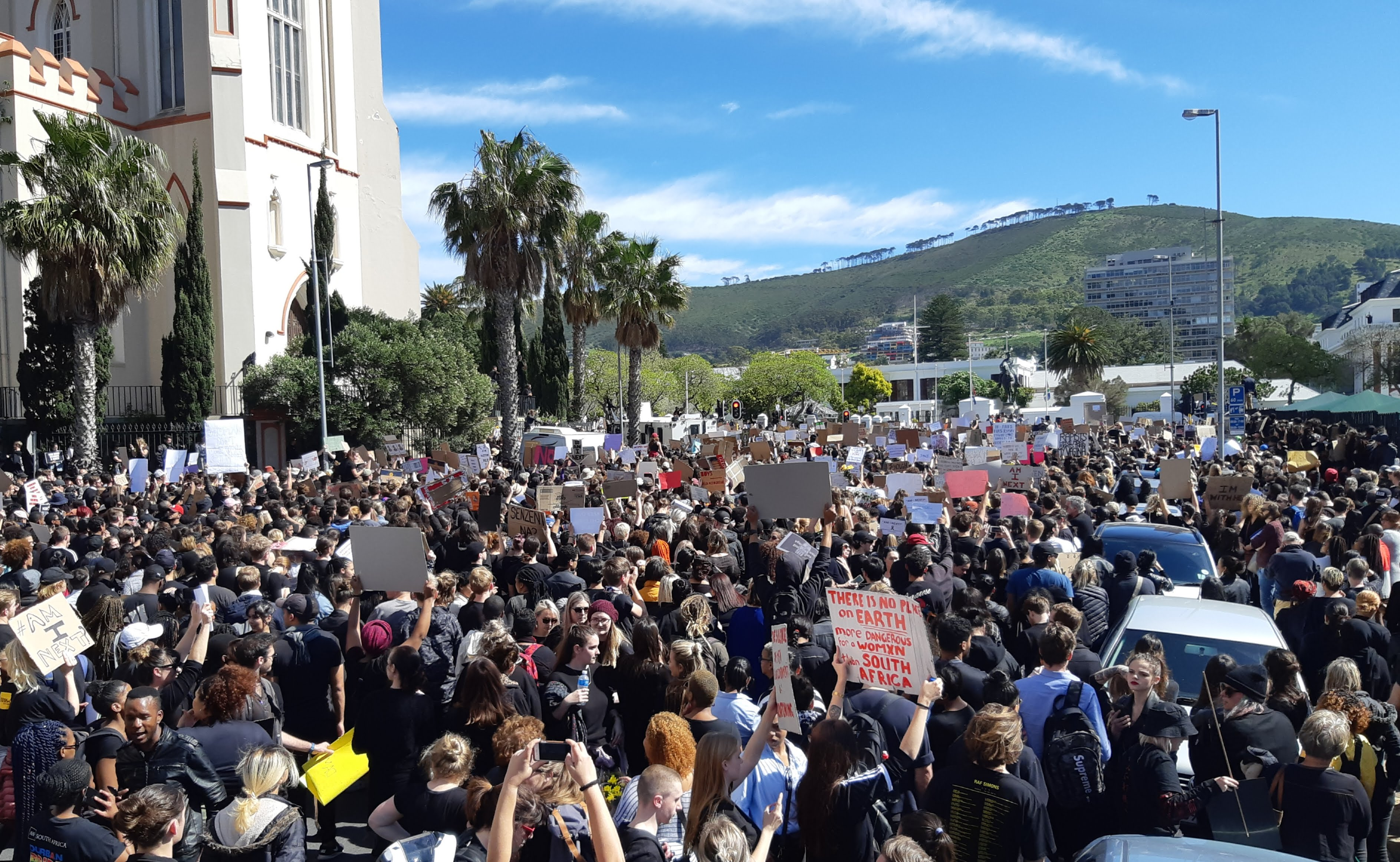
Демонстрация против фемицида в Кейптауне

Фемицид представляет собой крайнюю форму насилия, которая завершается тяжким убийством женщины и может включать пытки, членовредительство, жестокость и сексуальное насилие. Термин получил широкое распространение в 1993 году в связи с массовыми убийствами представительниц женского пола на севере Мексики. Фемицид как явление современной цивилизации был официально зафиксирован 29 марта 2014 года в резолюции Парламентской Евро-Латиноамериканской Ассамблеи.
Официальные данные 15 стран Латинской Америки указывают на то, что в период с 2010 по 2016 год было убито 7227 женщин.
По официальным данным Комитета по наблюдению за гендерным равенством стран Латинской Америки и Карибского бассейна, в 2018 году по меньшей мере 3287 женщин стали жертвами фемицида. На данный момент 17 стран Латинской Америки ужесточили наказание за фемицид: убийце теперь угрожает от 250 до 500 месяцев тюремного заключения. Новый закон был назван в честь Розы Эльвиры Чели, изнасилованной и убитой в парке Боготы в мае 2012 года.
В 2000 году в Гватемале при подсчётах убийств исследователи начали разделять их на «мужские» и «женские», в ходе выяснилось, что в стране чаще всего жертвами становятся женщины. Избиения, изнасилования, убийства десятков тысяч женщин совершались с невероятной жестокостью. В 2008 году гватемальское правительство приняло закон против фемицида и других форм насилия над женщинами. Фемицидом в этом документе была названа «насильственная смерть женщины, вызванная неравными властными отношениями между мужчинами и женщинами, при осуществлении гендерной власти в отношении женщин».

## Андроцид
Андроцид — гендерно-мотивированное убийство представителей мужского пола. Различается два вида андорцида — совершающиеся мужчиной против мужчины и женщиной против мужчины. Термин приобрёл популярность, когда представители таких общественных движений, как маскулизм и эгалитаризм, стали его употреблять в качестве обозначения форм насилия в отношении мужчин.
Слово «андроцид» было впервые зарегистрировано в 1978 году в агрономической энциклопедии Euphytica, в которой описывается процесс дегенерации эмбрионов мужского пола. Впоследствии в англоязычной литературе подобные явления получили название «male-killing», то есть «убийство самцов». Современное понятие было описано активисткой Робин Морган в её работе «Заходя слишком далеко: личная хроника феминистки» (1979), которая описывает возможность существования термина «андроцид» как насилия в отношении мужчин.
Мужчины также переживают 75% убийств в РФ и 80% убийств во всём мире. В частности, 92% переживших насилие и 98% убитых на почве ненависти за 2010-2024 годы в РФ были мужчинами. Мужчины-некомбатанты остаются наиболее частыми жертвами массовых убийств и геноцидов, а также целого ряда менее жестоких преступлений и злоупотреблений. Например, в 1999 году в деревне Межа около города Джяковица, во время Косовской войны, произошло массовое гендерное убийство более 340 албанцев. Сербские военные задерживали и далее убивали мужчин, способных воевать. Резня в Меже считается крупнейшей в Косовской войне по количеству жертв.
В более пассивном сценарии андроцидом может считаться ситуация, когда общество в целом участвует или допускает уничтожение значительной части мужчин и юношей во время призыва на военную службу. Некоторые организации и издатели утверждают, что преследование мужчин является современной проблемой войны. Также андроцид рассматривается в потенциальных ситуациях, когда между полами существуют разногласия (см. мизандрия).

## Альтернативные точки зрения
В книге «Гендерцид и геноцид» Адам Джонс утверждает, что «гендерцид» в глобально-исторической перспективе «является определяющим признаком человеческого конфликта» и «повсеместной особенностью современных военно-политических конфликтов по всему миру». Джоун пишет, что геноцид не ограничивается нападениями только на женщин, а включает в себя нападение на здоровую часть мужского населения. По мнению Джонса, гендерцид «практически не привлекает должного внимания на научном и политическом уровне». Автор утверждает, что геноцид был, в частности, результатом огромного напряжения, которое было направлено на сохранение традиционных мужских гендерных ролей в результате многолетнего экономического кризиса и нехватки ресурсов. Кроме того, по его мнению, сам геноцид эволюционировал от «традиционно направленного гендерцида», направленного преимущественно против взрослых мужчин, к «прогрессивному и культурно трансгрессивному нападению на женщин в Тутси», или тому, что Джонс называет «корневой и ветвевой» фазой геноцида. На протяжении всего анализа Джонса именно гендерная идентичность жертв имеет первостепенное значение, а не их этническая, расовая, национальная или социально-экономическая идентичность.
Ойстейн Гуллваг Холтер, автор «Теории геноцида», предлагает наиболее чётко сформулированную теорию происхождения гендерцида. Холтерин предполагает, что гендерцид является результатом четырёх элементов: 
1. социальной, политической и экономической девальвации;
2. переоценки признаков пола, расы и других социальных механизмов;
3. нарастания агрессии;
4. антагонистических конфликтов и войн[22].

## Последствия гендерцида
Гендерцид приводит к неравномерному соотношению полов, что приводит к преобладанию мужского населения, это имеет экономические и социальные последствия. Для мужчин это затрудняет поиск партнёра, в результате чего заключаются ранние и принудительные браки, которые приводят к дискриминации женщин и принимают форму насилия в отношении женщин и детей. Девочки, которых заставили выйти замуж, зачастую подвергаются сексуальному, физическому и психологическому насилию со стороны своих партнёров. Увеличивается проституция и торговля людьми в целях брака или сексуальной эксплуатации, что приводит к нарушению прав человека и социальным волнениям.

## В массовой культуре
Индийский фильм «Нация без женщин» 2003 года режиссёра Маниша Джха показывает антиутопическое будущее в Индии: в обществе критически не хватает женщин, при этом насилие и ненависть к представительницам женского пола только возрастает. «Появление особи противоположного пола в устоявшемся маскулинном сообществе приводит к его хаосу, коллапсу, оказывается событием, без сомнения, деструктивным. Автор призывает нацию к утверждению подлинного равноправия двух природных начал — мужского и женского».